# Il dovere di un capitano
Il dovere di un capitano (A Captain's Duty: Somali Pirates, Navy SEALS, and Dangerous Days at Sea) è un saggio scritto e pubblicato il 6 aprile 2010 da Richard Phillips, ex-comandante della nave mercantile Maersk Alabama, dirottata nell'aprile 2009 da un gruppo di quattro pirati somali. L'edizione è stata poi curata dallo scrittore e giornalista Stephan Talty.

## Trama
Richard Phillips sapeva bene che il suo era un mestiere rischioso. L'aveva anche scritto in una e-mail alla moglie Andrea. Ma l'8 aprile 2009 cominciò come un giorno qualunque per il comandante della Maersk Alabama, la nave portacontainer americana che trasportava cibo e materiali agricoli per conto del Programma alimentare mondiale. Un giorno qualunque fino al momento in cui, a duecento miglia dalla costa del Corno d'Africa, un manipolo di quattro pirati somali armati di AK-47 attaccò la nave e salì a bordo. I pirati non si aspettavano che l'equipaggio reagisse. Non avevano idea che il comandante si sarebbe offerto come ostaggio al loro posto. E non sapevano che cosa aspettarsi dall'ufficiale schietto e tenace che si ritrovarono ad avere come prigioniero: cinque giorni di pura tensione in una lancia di salvataggio destinati a concludersi con una rischiosa operazione di salvataggio da parte del DEVGRU dei Navy SEAL, il corpo speciale della Marina degli Stati Uniti. La storia straordinaria del comandante Phillips è quella di un uomo come tanti altri che ha fatto ciò che riteneva suo dovere, e nel farlo è diventato un eroe.

## Adattamento cinematografico
Del saggio esiste un adattamento cinematografico prodotto negli Stati Uniti dalla Columbia Pictures nel 2013, dal titolo Captain Phillips - Attacco in mare aperto, con Tom Hanks nel ruolo del comandante della nave.